# 해룡면
해룡면(海龍面)은 전라남도 순천시 남동부에 위치하고 있는 면이다. 2019년 12월 말 주민등록 기준으로 대한민국에서 가장 인구가 많은 면인데, 면의 북부에 위치한 상삼리·복성리(18,350명)와 신대리(31,000명)의 인구가 전체의 91.3%를 차지해 각각 상삼출장소와 신대출장소를 두고 있다. 여수시 율촌면과 접한다.

## 역사
- 1896년 : 순천군 해촌면, 용두면(구, 여수시)
- 1914년 4월 1일 : 순천군 해룡면(해촌면과 용두면 통합)

| 조선총독부령 제111호 |             | |
| 구 행정구역          | 신 행정구역 | 신 행정구역 |
| 순천군 해촌면        | 해룡면      | 대안리, 연향리, 왕지리, 조례리 |
| 순천군 용두면        | 해룡면      | 남가리, 농주리, 도롱리, 복성리, 상내리, 상삼리, 선월리, 선학리, 성산리, 신대리, 신성리, 용전리, 월전리, 중흥리, 하사리, 해창리, 호두리 |
- 1949년 8월 15일 : 승주군 해룡면(순천읍이 시로 승격해 군명 변경). 왕지리, 조례리, 연향리가 순천시로 이관됨.
- 1995년 1월 1일 : 순천시 해룡면(시·군 통합)
- 면의 인구가 2013년 6월에 3만명을, 2014년 9월에 4만명을, 2018년 7월에 5만 명을 돌파하였다.

## 행정 구역
| 법정리 | 한자명 | 행정리 | 비고                   |
| ------ | ------ | --- | ---------------------- |
| 복성리 | 福星里 | 복성리, 상비리 | 상삼출장소             |
| 상삼리 | 上三里 | 상삼1리, 상삼2리, 상삼3리, 상삼4리, 상삼5리, 상삼6리, 상삼7리, 상삼8리, 상삼9리, 상삼10리, 상삼11리, 상삼12리, 상삼13리, 상삼14리, 상삼15리, 상삼16리, 상삼17리, 상삼18리, 상삼19리, 상삼20리, 상삼21리, 상삼22리, 상삼23리, 삼동리                         | 상삼출장소             |
| 신대리 | 新垈里 | 평화리, 봉서리, 산두리, 월산리, 신대1리, 신대2리, 신대3리, 신대4리, 신대5리, 신대6리, 신대7리, 신대8리, 신대9리, 신대10리, 신대11리, 신대12리, 신대13리, 신대14리, 신대15리, 신대16리, 신대17리, 신대18리, 신대19리, 신대20리, 신대21리, 신대22리, 신대23리 | 신대출장소             |
| 대안리 | 大安里 | 대안리, 소안리, 마산리, 풍덕리 |                        |
| 남가리 | 南佳里 | 남가리, 서가리, 대가리 |                        |
| 월전리 | 月田里 | 월전리, 신흥리, 신기리 | 면 행정복지센터 소재지 |
| 성산리 | 星山里 | 성산리, 대법리 |                        |
| 선월리 | 船月里 | 선월리, 통천리 |                        |
| 신성리 | 新城里 | 신성리 |                        |
| 호두리 | 狐頭里 | 호두리, 당두리, 구상리 |                        |
| 용전리 | 龍田里 | 용전리, 신월리 |                        |
| 도롱리 | 道弄里 | 도롱리 |                        |
| 중흥리 | 中興里 | 중흥리 |                        |
| 해창리 | 海倉里 | 해창리 |                        |
| 선학리 | 仙鶴里 | 선학리, 계당리 |                        |
| 농주리 | 弄珠里 | 농주리, 노월리 |                        |
| 상내리 | 上內里 | 상내리, 와온리 |                        |
| 하사리 | 下沙里 | 하사리 |                        |

### 상삼출장소
면의 북쪽에 위치한 상삼리와 복성리는 지리적으로 순천 도심에 속하고 경전선 등으로 인해 해룡면의 다른 지역과 사실상 분리되어 있고, 1990년대 상삼리 일대의 금당지구 개발로 승주군 시절부터 상삼리와 복성리를 관할로 상삼출장소가 설치·운영되고 있다.

### 신대출장소
광양만권경제자유구역의 배후주거단지로 조성된 신대리의 인구가 2013년부터 빠르게 증가하여, 2017년 1월 16일에 신대리를 관할로 신대출장소가 설치되었다.

## 교통
철도로는 전라선 성산역과 경전선 평화역이 있으며, 두 역을 연결하는 전경삼각선이 놓여 있다. 도로로는 국도 제2호선과 국도 제17호선이 지나며 영암순천고속도로와 순천완주고속도로가 지난다.
여수시 율촌면과 맞닿은 곳이라서 여수공항에서도 멀지 않다.

## 교육 기관
- 동명초등학교 (상삼리)
- 팔마초등학교 (상삼리)
- 매안초등학교 (신대리)
- 좌야초등학교 (신대리)
- 신대초등학교 (신대리)
- 해룡초등학교 (월전리)
- 순천금당중학교 (상삼리)
- 순천왕의중학교 (상삼리)
- 순천팔마중학교 (상삼리)
- 순천삼산중학교 (신대리)
- 순천승평중학교 (신대리)
- 복성고등학교 (복성리)

## 아파트
| 단지명                        | 건설사              | 시행사                               | 주소              | 주소   | 입주        | 비고                          |
| ----------------------------- | ------------------- | ------------------------------------ | ----------------- | ------ | ----------- | ----------------------------- |
| 금당청솔 1차                  | 광토건설㈜          | 한국토지신탁                         |                   | 상삼리 | 2001년 7월  |                               |
| 금당청솔 2차                  | 광토건설㈜          | 한국토지신탁                         |                   | 상삼리 | 2001년 8월  |                               |
| 금당우미 2차                  | 우미주택㈜          | 우미주택㈜                           |                   | 상삼리 | 1994년 12월 |                               |
| 금당 송촌파인힐               | 송촌건설㈜          | 송촌건설㈜                           | 장선배기길 298    | 상삼리 | 1999년 1월  |                               |
| 금당 대광로제비앙             | ㈜대광건영          | ㈜삼덕건설                           | 백연길 105        | 상삼리 | 2015년 1월  |                               |
| 금당 대광로제비앙 센트럴      | ㈜대광건영          | ㈜세일산업개발                       | 연향로 166        | 상삼리 | 2016년 12월 |                               |
| 금당부영 3차                  | ㈜부영              | ㈜부영                               | 기적의도서관길 90 | 상삼리 | 1994년 10월 | 민간임대                      |
| 금당부영 6차                  | ㈜부영              | ㈜부영                               | 장선배기길 272    | 상삼리 | 1995년 4월  | 민간임대                      |
| 정원에코힐                    | ㈜부영              | ㈜부영                               | 기적의도서관길 30 | 상삼리 | 1996년 11월 | '금당부영 7차'에서 명칭 변경  |
| 금당 그리안                   | ㈜부영              | ㈜부영                               |                   | 상삼리 | 1999년 6월  | '금당부영 10차'에서 명칭 변경 |
| 신대1차 중흥S클래스           |                     |                                      |                   | 신대리 | 2012년 10월 |                               |
| 신대2차 중흥S클래스           | 중흥건설            | 중봉건설㈜ 세흥건설㈜ 중흥산업개발㈜ | 신대로 66         | 신대리 | 2013년 6월  |                               |
| 신대3차 중흥S클래스           | 중흥건설            | ㈜순천에코밸리                       | 신대로 96         | 신대리 | 2014년 1월  |                               |
| 신대5차 중흥S클래스           | (합)중흥주택        | (자)중흥주택                         | 신대로 97         | 신대리 | 2014년 5월  |                               |
| 신대6차 중흥S클래스 메가타운  | 중흥건설 중흥토건㈜ | 중흥건설산업㈜ (합)중흥주택          | 좌야로 135        | 신대리 | 2015년 6월  |                               |
| 신대7차 중흥S클래스 에코시티  | 중흥건설            | 세흥산업개발㈜                       | 좌야로 150        | 신대리 | 2018년 7월  |                               |
| 신대8차 중흥S클래스 에코시티  | 중흥건설            | 중흥산업개발㈜                       | 신대로 147        | 신대리 | 2018년 7월  |                               |
| 신대9차 중흥S클래스 에듀힐스  | 중흥건설            | 중흥개발㈜                           | 좌야로 159-14     | 신대리 | 2019년 7월  |                               |
| 신대10차 중흥S클래스 에듀하이 | 중흥토건㈜          | ㈜중흥에스클래스                     | 좌야로 179        | 신대리 | 2020년 10월 |                               |

## 편의
- 모다아울렛 순천만 플라자

## 산업
해룡면은 면의 북쪽에는 도심형 주거단지가, 남동쪽 해안에는 산업단지가 조성되어 있고, 그 밖의 지역은 벼농사 중심의 농업이 발달하였다.
2003년 이후 광양만권경제자유구역 개발로 인해 면의 남동쪽 해안에 율촌제1산업단지와 해룡산업단지 등 대규모 산업단지가 조성되었고, 면의 북쪽 신대리에는 광양만권경제자유구역의 배후주거지로서 도심이 형성되어 있다.
해룡면은 벼를 재배하는 논농사가 성하며, 일조량이 풍부하여 전국에서 가장 먼저 모내기하고 벼를 추수하는 곳으로 유명하다. 1959년에 해룡면 구상마을의 농민 신준호(작고)가 쌀을 조기에 재배하는데 성공한 후, 쌀을 조기에 재배하여 추석 햅쌀로 판매하고 그 뒤에 한약재 등의 특용 작물을 재배하는 이모작 농업이 발달하였다. 한약재 택사의 값이 떨어지자, 2013년부터 순천시에서는 일부 논의 후기작 작물을 벼로 대체하는 이기작 시험재배를 하고 있다.

## 문화재
- 검단산성(사적 제418호)
- 검단산성지(전라남도 기념물 제157호)
- 대안리(大安里)·농주리(弄珠里) 지석묘군
- 복성리(福星里) 지석묘군
- 성윤문묘(成允文墓)
- 순천왜성(전라남도 기념물 제171호)
- 이충무공사적비
- 전왜군정(傳倭軍井)
- 충무사(忠武祠)